# Берляска
Берля́ска — гора в северо-западной части массива Свидовец (Украинские Карпаты), в пределах Тячевского района Закарпатской области.
Высота Берляскы 1555 м. До высоты 1400 м — хвойные и буковые леса, криволесье, выше —  полонины. Поверхность плоская. Западный склон пологий, восточный и юго-восточный — круто обрывается в сторону притоков реки Турбат.
Гора является частью хребта Шаса — крупнейшего северо-западного ответвления главного Свидовецкого хребта. Рядом с Берляскою (на запад) расположена гора Черяпен (1532 м), на северо-западе — гора Свидовая (1430 м), на юго-востоке - Пидпула (1634 м), на северо-востоке — Дурня (1709 м), Гропа (1763 м) и Братковская (1788 м).
Через южные склоны Берляски проходит туристический маршрут от села Лопухов до главного хребта Свидовецкого массива.
Ближайший населенный пункт: село Лопухов.